# Galeodes mongolicus
Galeodes mongolicus är en spindeldjursart som beskrevs av Roewer 1934. Galeodes mongolicus ingår i släktet Galeodes och familjen Galeodidae. Inga underarter finns listade i Catalogue of Life.